# Pablo Xuan Manzano Rodríguez
Pablo Xuan Manzano Rodríguez (22 de juliol de 1948, L'Entrego, Samartín del Rei Aurelio) és un acadèmic de l'asturià. Va cursar els estudis bàsics al seu poble i posteriorment va cursar magisteri a l'Escola Universitària d'Oviedo. Va començar a treballar a 20 anys a l'escola de L'Entrego per després passar per Gijón, Amieva i El Campu i acabar en l'IES "Juan José Calvo Miguel" de Sotrondio. És membre del Consell de Comunitats Asturianes en representació de l'Acadèmia de la Llengua Asturiana, de la qual és membre numerari des de l'any 1984.
Des del 2002 imparteix classes de llengua i cultura asturiana a Amèrica, on tots els anys se celebra el dia de les lletres asturianes, esdeveniment que en aquests llocs té un gran prestigi.
És professor dels cursos de llengua asturiana que des dels anys 80 imparteix l'Acadèmia de la Llengua Asturiana, sent també director d'aquests des de l'inici del procés. També exerceix com a docent dels cursos d'Extensió Universitària que tots els estius organitza la Universitat d'Oviedo en col·laboració amb l'Acadèmia, a més d'ocupar el càrrec de secretari del programa de formació.
Va ser a més durant tres anys coordinador d'escolarització de la Conselleria d'Educació, Cultura i Esports del Principat d'Astúries.
Presideix també el col·lectiu "Llingua y Enseñanza" (en asturià: Llengua i ensenyament) format per professors d'educació primària, secundària i universitària.
És autor de nombrosos articles difosos en periòdics i revistes especialitzades, tocants sempre amb l'ensenyament de la Llengua Asturiana i amb l'emigració.
És membre fundador de Conceyu Bable i és pioner del procés de normalització de la llengua asturiana a les escoles.